# Zoufalci
Zoufalci je česká filmová tragikomedie, kterou jako svůj celovečerní debut a zároveň jako absolventský film v roce 2009 režírovala studentka FAMU Jitka Rudolfová. Producentem filmu je společnost Negativ (Indiánské léto, Návrat idiota, Mistři).
Film soutěžil v sekci Na východ od Západu na karlovarském filmovém festivalu v roce 2010.

## Obsah
Šest třicátníků (Simona Babčáková, Jakub Žáček, Zuzana Onufráková, Václav Neužil, Pavlína Štorková, Michal Kern), dlouholetých přátel, kteří se postupně přestěhovali z Jablonce do Prahy, společně bilancuje své životy. Štěstí zkusí najít v dlouho zamýšleném přestěhování se na jeden venkovský statek.

## Obsazení
| Simona Babčáková  | Dagmara       |
| Zuzana Onufráková | Sylvie        |
| Václav Neužil     | Radim         |
| Pavlína Štorková  | Linda         |
| Michal Kern       | Tonda         |
| Jakub Žáček       | Otakar        |
| Jaroslav Plesl    | Mirek         |
| Jiří Havelka      | Zdeněk        |
| Lucie Žáčková     | Stáňa         |
| Martina Sľuková   | Kveta         |
| Albert Tošner     | Albert        |
| Damián Vrbický    | Ríša          |
| Jaroslav Róna     | Láďa          |
| Helga Čočková     | matka Otakara |
| Jan Hraběta       | otec Otakara  |

## Recenze
- Kamil Fila, Aktuálně.cz, 11. listopadu 2009
- František Fuka, FFFilm, 28. září 2009